# Верхнее озеро-пруд Китаевского каскада озёр
«Ве́рхнее о́зеро-пруд Кита́евского каска́да озёр» (укр. «Верхнє озеро-ставок з Китаївського каскаду озер») — гидрологический и ботанический памятник природы местного значения, расположенный на территории Голосеевского района Киевского горсовета (Украина). Создан 2 декабря 1999 года. Площадь — 2,6 га. Землепользователь — Киевский государственный научно-производственный комбинат.

## История
Ботанический памятник природы местного значения был создан решением Киевского горсовета № 147/649 от 2 декабря 1999 года с целью сохранения, охраны и использования в эстетических, воспитательных, природоохранных, научных и оздоровительных целях наиболее ценных экземпляров паркового строительства. На территории памятника природы запрещена любая хозяйственная деятельность, в том числе ведущая к повреждению природных комплексов.

## Описание
Памятник природы расположен в исторической местности Китаево и занимает верхний пруд группы Китаевские пруды, что южнее улицы Китаевская на территории Голосеевского леса (часть Голосеевского НПП). Севернее в непосредственной близости расположен Свято-Троицкий монастырь.

## Природа
Отдалённость от поселений человека способствовали наименьшему антропогенному воздействию на природный комплекс.
У берегов в воде и на суше присутствует влаголюбивая растительность. Водное зеркало прудов частично зарастают водной растительностью (макрофиты). Здесь встречаются водоплавающие птицы и краснокнижные виды отряда рукокрылые и чешуекрылые (бабочки).